# 牡鹿狩り (ロイスダールの絵画)
『牡鹿狩り』（おじかがり、英: The Stag Hunt）、または『狩り』（かり、独: Die Jagd、英: The Hunt）は、17世紀オランダ黄金時代の画家ヤーコプ・ファン・ロイスダールが1665-1670年ごろ、キャンバス上に油彩で制作した風景画である。画面下部左に「JvRuisdael」という画家の署名が記されている。作品は1754年にドレスデンのアルテ・マイスター絵画館の目録に記録されており、現在も同絵画館に所蔵されている。 

## 作品

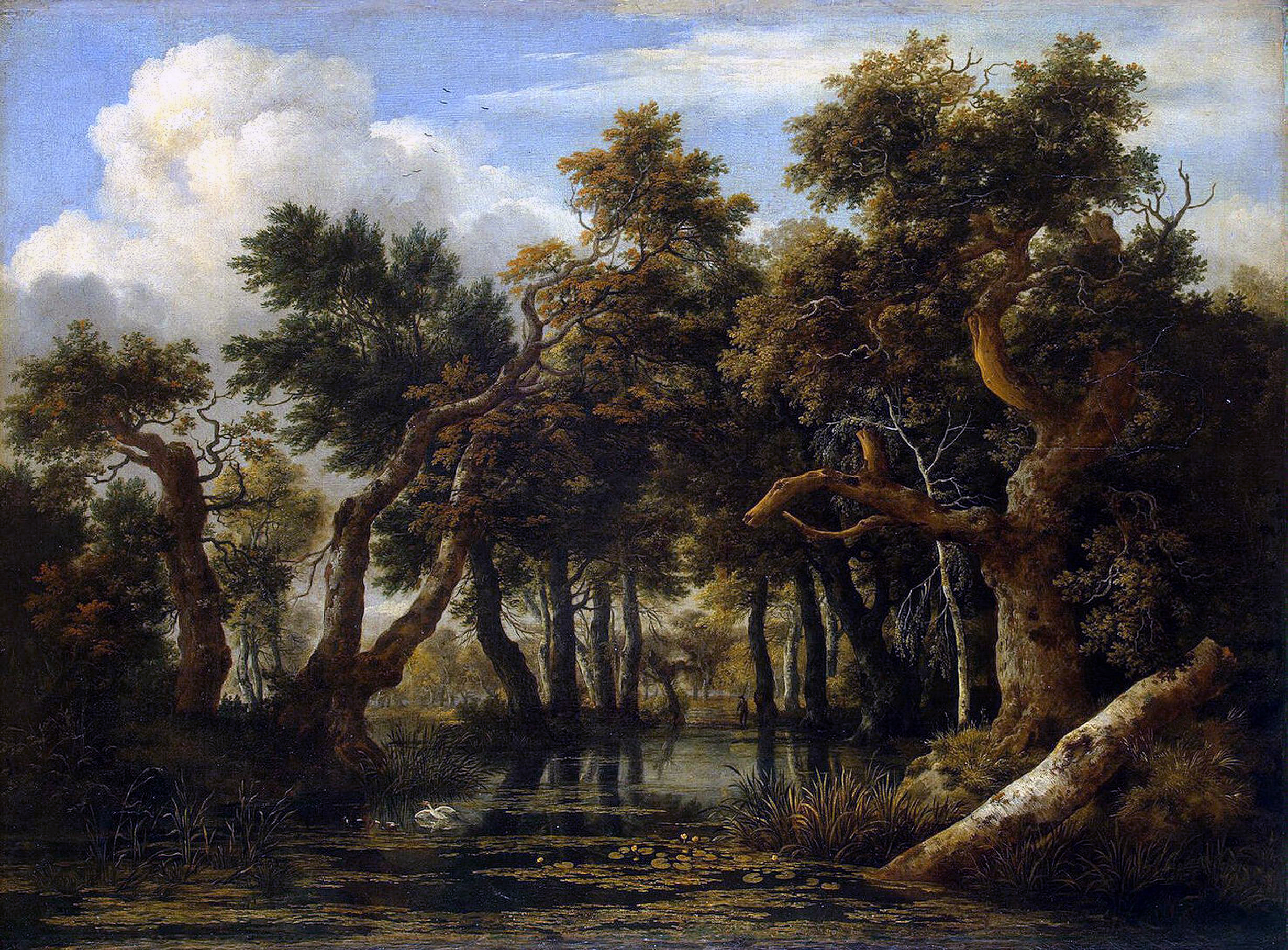
ヤーコプ・ファン・ロイスダール『森のある沼地』 (1660年代)、エルミタージュ美術館、サンクトペテルブルク

1660年代はロイスダールの最も生産的な時期であり、本作はこの時期に制作された。画家は木の生い茂る湿地の光景を頻繁に取り上げたが、その光景を構成する要素を繰り返し組み合わせて、異なる構図の風景画を生み出した。個々の特徴ある樹木、風雨にさらされた樹皮や葉、前景にある葦といった要素は非常に自然主義的に描かれており、それらはロイスダールが実物に忠実に制作した素描やスケッチにもとづいている。
背後から木々の間を通って射している光は湿地の池の静寂な水面に反射し、風景に劇的な性格を与えている。この劇的な性格は、前景に描かれた逃げる牡鹿を追う緊張感に満ちた狩りの場面によっていっそう強調されている。ちなみに、画面の牡鹿、犬、馬は、ロイスダールではなくアドリアーン・ファン・デ・フェルデが描いたものである。
ロイスダールは、しばしば個々の樹木に特別に意味を与えて描いていた。本作では、色あせて剥がれた樹皮をさらす、右前景の枯れた大きなブナの幹がとりわけ注意を引く。上部が割れて朽ちてゆくこの木により、画家は生の儚さと死を表現しており、それは鑑賞者にあらゆる生命の終わりを警告するものとなっている。